# Laurent Berger
Laurent Berger (nacido en 1971) es un director de teatro francés.

## Biografía
Nacido en Normandía, Berger se formó como actor y director entre Paris y Estocolmo. Su carrera artística se desarrolla entre Francia, Suecia, Argentina, Uruguay y Japón, entre otros países, con creaciones multidisciplinarias, teatro contemporáneo y adaptaciones disruptivas del repertorio universal. 
En 2011 defiende una tesis en artes escénicas sobre la puesta en escena contemporánea de Shakespeare. En 2013 entra a La Manufacture para crear el master de puesta en escena. En 2014, se une a Rodrigo García como consejero artístico   en el Centro Dramático Nacional de Montpellier, hTh, donde dirige el laboratorio hTh Lab. En 2016 crea el Master en Creación Escénica en Montpellier, formación experimental e interdisciplinaria en artes escénicas. 
En 2017 es invitado por el Alejandro Tantanian para dirigir 3 8 S M en el Teatro Nacional Cervantes, una saga de veinte horas a partir de las obras completas de Shakespeare. Colabora con el bailaor y coreógrafo de Flamenco Andrés Marín en el espectáculo D. Quixote para la  Bienal de Sevilla. Desde 2020 dirige el proyecto de investigación internacional «Ser y actuar» que reúne 200 artistas y performers de la escena contemporánea en 12 países de Europa y América.

## Puestas en escena
- 1996: Berenice de Racine, Montevideo, Uruguay
- 1997: “The Dispute/ Grälet”, de Marivaux, Estocolmo
- 1998: Niños salvajes inspirada en Peter Handke y Jean Itard, Teatro Circular de Montevideo
- 1999: Etrangé de Luis Valdez y Roberto Arlt, Teatro Bernard-Marie Koltès, Nanterre
- 2001: El suicidado de Nicolaï Erdman, Teatro de la Cité Internationale, Paris
- 2004: Sve Je KO, Zadar, Croatie
- 2006: Dehors devant la porte, Festival Off Avignon, CDN de Rouen
- 2007: Últimos remordimientos antes del olvido, Festival Internacional Lagarce en Buenos Aires
- 2007: Zahir, Teatro de Fukuoka, Japón
- 2013: Una pasión argelina, Teatro de la baignoire, Montpellier
- 2014: La vagina de Laura Ingalls, de Alejandro Moreno, CDN de Montpellier
- 2015: The End, de Valeria Riamondi y Enrico Castellani, CDN de Montpellier
- 2015: No para todo el mundo, de Dirk Laucke, CDN de Montpellier
- 2016: Servicio Suicidio, de Christian Lollicke, CDN de Montpellier
- 2017: O-Dioses, de Stéfano Massini, CDN de Montpellier
- 2017: 3 8 S M, a partir de William Shakespeare, Teatro Nacional Cervantes, Festival Internacional de Buenos Aires[7]
- 2017: D. Quixote, con Andrés Marín, Bienal de Sevilla
- 2017: Puedes mira a la cámara, de Mohammad Al Attar, CDN de Montpellier
- 2018: Urashima, Fukuoka, Japón
- 2018: 5 S M, a partir de Shakespeare, Teatro de Córdoba
- 2019: Medida X Medida, a partir de Shakespeare, Teatro el Galpón, Festival Internacional de Montevideo[8]

## Publicaciones
- Laurent Berger, Benoît Hennaut, Noticias argentinas, Alternatives Théâtrales, 2019
- Laurent Berger, Shakespeare Material, TNA, Buenos-Aires, 2017
- Laurent Berger, Rodrigo Garcia, Théâtre/Public n°220, 2016
- Jean-Luc Lagarce, Últimos remordimientos antes del olvido, trad. Laurent Berger, Alejandro Tantanian, Artes al sur ediciones, 2007